# Jade Boho
Jade Boho, connue aussi comme Jade, est une footballeuse internationale équatoguinéenne, née le 30 août 1986 à Valladolid. Elle joue au poste d’attaquante dans le club espagnol Alhama CF. Née en Espagne, elle a représenté ce pays et la Guinée équatoriale dans les catégories des moins de 19 ans et sélection A, respectivement.

## Biographie

### Enfance et débuts
Son identité pourrait laisser penser que le nom de son père est Boho et celui de sa mère, Sayo, en réalité, le nom de sa mère est Lourdes Cristina Boho Sayo, une équato-guinéenne qui a émigré en Espagne, se naturalisant espagnole et qui a travaillé comme actrice, en ayant un rôle dans le film Dust, en 1985,,. Ceci s'explique parce que Jade n'a jamais connu son père, un vallisoletano (espagnol) dont l'identité est inconnue, et elle a grandi chez sa mère qui s'est chargée de son éducation.

### Carrière
Elle joue en 2003-2004 avec l'équipe nationale espagnole des moins de 19 ans. Elle devient championne d'Europe en 2004, après avoir battu l'Allemagne en finale en Finlande. Elle participe à la Coupe du monde féminine des moins de 19 ans en 2004 où elle marque deux buts. Elle décide par la suite en 2010 de jouer avec l'équipe nationale senior de Guinée équatoriale. La même année, elle est finaliste de la Coupe d'Afrique des Nations avec l'équipe nationale senior équatoguinéenne.
En juin 2011, Jade et son équipe nationale sont suspendues pendant deux mois pour ne pas avoir présenté l'obligation légale de renoncer à la nationalité espagnole, ce qui l'empêche de participer à la Coupe du monde en Allemagne avec la Guinée équatoriale.
En septembre 2011, Jade a déclaré qu'elle ne jouerait plus pour la Guinée équatoriale. Elle revient cependant sur sa décision et joue en juin 2012 un match amical contre la République démocratique du Congo et, en novembre de la même année, elle est sacrée championne d'Afrique avec " Nzalang " (nom de son équipe nationale dans son pays), en battant l'Afrique du Sud 4-0. Elle est restée titulaire lors des convocations équatoguinéennes jusqu'aux matchs disputés en avril 2016. Par la suite, l'équipe nationale a subi des sanctions et des éliminations de la part de la FIFA et de la CAF en raison de ses compositions d'équipes. Ce qui a exclu Jade de l'équipe nationale.[réf. nécessaire]

## Clubs
| Club                    | Pays       | An          |
| ----------------------- | ---------- | ----------- |
| AD Orcasitas            | Espagne    | 2000 - 2003 |
| AD Torrejón CF          | Espagne    | 2003 - 2007 |
| Rayon Vallecano         | Espagne    | 2007 - 2013 |
| Club Atlético de Madrid | Espagne    | 2013 - 2014 |
| Rayon Vallecano         | Espagne    | 2014 - 2016 |
| Reading FC              | Angleterre | 2016 - 2017 |
| Madrid C.F.F.           | Espagne    | 2017 - 2018 |
| EDF Logroño             | Espagne    | 2018 - 2021 |
| Servette FC             | Suisse     | 2021 - 2022 |

## Palmarès
Rayo Vallecano
- Première Division Féminine de l'Espagne : 2008-2009, 2009-2010, 2010-2011
- Coupe de la Reine de Foot : 2008

Sélection Espagnole moins de 19 ans
- Championne d'Europe : 2004 (Avec but compris en la finale devant l'Allemagne)

Sélection féminine de foot de la Guinée-Équatorale
- Championne d'Afrique : 2012

## Vie privée
Bien que née à Valladolid, Jade habite à Madrid. Elle est ouvertement lesbienne.